# Populus ilicifolia
Populus ilicifolia is een soort uit het geslacht populier (Populus) uit de wilgenfamilie (Salicaceae). De soort maakt onderdeel uit van de populieren-sectie Turanga. Het wordt aangetroffen in oost Kenia en noordoost Tanzania op hoogtes van 10 - 1.200 m boven zeeniveau. Het is het meest zuidelijke lid van het geslacht Populus in de wereld. ZIjn Engelse naam Tana river poplar dankt de soort aan de Tana River in Kenia. De boom wordt bedreigd door habitatverlies en staat derhalve als kwetsbaar op de Rode Lijst van de IUCN

## Beschrijving
P. ilicifolia is een loofboom die tot 25 - 30 m hoog kan worden met een stamdiameter van 1,5 m. Het is een schaduw intolerante pioniersoort die ongeveer 50 jaar oud kan worden. De schors is bij jonge bomen glad en witachtig tot lichtbruin. In oudere stammen ontstaan kloven in de schors en kleurt deze roodbruin of grijsbruin. De kroon is conisch en afgerond. Tijdens het regenseizoen verliest P. ilicifolia meestal zijn blad. De bladeren zijn afwisselend geplaatst en hoekig eivormig of omgekeerd.
Hij bloeit onregelmatig, afhankelijk van de vochtigheidsgraad. De boom is net als andee populieren Tweehuizig. De mannelijke katjes zijn 1,5-2 cm lang, de vrouwelijke staan op korte takken en zijn 1-4 cm lang. De bestuiving vindt plaats door de wind. De vruchten bestaan uit eivormige capsules van 0,5-1,5 cm x 0,5-1 cm groot. Rijpe vruchten komen het meeste voor in augustus-december. In de capsules zitten de zaden met plukje lange witte haartjes. Deze worden wijd verspreid door de wind.

## Toepassingen
Het hout is bruin, met een grove textuur. Het is licht van gewicht, met een dichtheid van ongeveer 500 kg/m³ bij 12% vochtgehalte en vrij zacht. Het hout droogt goed met enige vervorming. Het hout is gemakkelijk te zagen en te verwerken. De duurzaamheid van het hout is echter laag. Kano's gemaakt van dit hout worden maximaal 2 jaar oud. Desondanks zijn ze de eerste keus van Pokomo-mensen voor kano's en deze werden vaak langs de rivier de Tana verkocht aan vissers aan de kust. Deze kano's waren heel gewoon in het Malindi-Lamu-gebied in Kenia en werden vaak meegenomen aan boord van zeewaardige dhows voor gebruik als reddingsboot. Het hout wordt ook gebruikt voor palen, gebruiksvoorwerpen en bijenkorven. P. ilicifolia is ook geschikt voor de productie van multiplex. Het hout wordt gebruikt als brandhout, maar is van lage kwaliteit voor dit doel. De boom is nuttig voor de stabilisatie van rivieroevers en als sier. Het gebladerte wordt door vee gegeten.

## Ecologie
P. ilicifolia wordt aangetroffen in rivierbossen op zandbanken en slikken, van zeeniveau tot 1000 m hoogte. Het wordt het vaakst aangetroffen op laaggelegen zanderige delen die vaak worden overstroomd. De gemiddelde jaarlijkse regenval binnen het verspreidingsgebied is 200-800 mm en de gemiddelde dagtemperaturen variëren tussen 17 °C en 35 °C.
... ·  
P. ×acuminata · 
P. adenopoda · 
P. afghanica · 
P. alba (Witte abeel) · 
P. angustifolia (Smalbladige populier) · 
P. balsamifera (Ontariopopulier) · 
P. ×berolinensis (Siberische balsempopulier) · 
P. ×canadensis (Canadapopulier) · 
P. candicans · 
P. ×canescens (Grauwe abeel) · 
P. cathayana · 
P. davidiana · 
P. deltoides (Amerikaanse populier) · 
P. euphratica · 
P. fremontii · 
P.  grandidentata (Grofgetande populier) · 
P. guzmanantlensis ·  
P. heterophylla (Hartbladige populier) · 
P. ilicifolia · 
P. ×interamericana (Zwarte balsemhybride) · 
P. ×jackii · 
P. koreana · 
P.  lasiocarpa (Ruwe populier) · 
P. laurifolia (Laurierpopulier) · 
P. maximowiczii (Koreaanse balsempopulier) · 
P. mexicana · 
P. nigra (Zwarte populier) · 
P. nigra var. italica (Italiaanse populier) · 
P. rotundifolia · 
P. sieboldii · 
P. simonii (Chinese balsempopulier) · 
P. suaveolens · 
P. szechuanica · 
P. ×tomentosa ·  
P. tremula (Ratelpopulier) · 
P. tremuloides (Amerikaanse ratelpopulier) · 
P. trichocarpa (Zwarte balsempopulier) · 
P. tristis · 
P. wilsonii (Wilsonpopulier) · 
P. yunnanensis · 
...